# نخال حامر (المهرة)

تعديل مصدري - تعديل

نخال حامر هي إحدى قرى عزلة جاذب بمديرية حوف التابعة لمحافظة المهرة، بلغ تعداد سكانها 41 نسمة حسب تعداد اليمن لعام 2004.